# Pandémie de Covid-19 au Pérou
La pandémie de Covid-19 au Pérou démarre officiellement le 6 mars 2020. À la date du 25 octobre 2022, le bilan est de 216 877 morts.
Le Pérou est le pays au monde avec le plus grand nombre de décès en proportion de sa population,.

## Chronologie

### 2020
Le premier cas est confirmé par les autorités le 6 mars 2020 : il s'agit d'un homme de 25 ans ayant séjourné en Espagne, en France et en Tchéquie. Le 16 mars, l'état de siège et la fermeture des frontières sont déclarés à cause de la pandémie, ce qui bloque au Pérou toutes les personnes qui s'y trouvent, y compris les étrangers souhaitant retourner dans leurs pays. Le 21 mars, la ministre de la Santé Elizabeth Hinostroza démissionne. Le 24 avril, démission surprise du ministre de l'intérieur Carlos Moran, probablement à cause du fort nombre de policiers infectés (1300 sur un total de 140 000). À cette date, il y avait 21 648 cas confirmés de covid-19 et 634 décès qui y étaient liés au Pérou.
Iquitos, une ville de près de 500 000 habitants située dans la forêt amazonienne, compte parmi les villes d’Amérique latine les plus durement touchées, avec Guayaquil (Équateur), Manaus (Brésil) et Tijuana (Mexique).
Cinq ministres de la Santé se sont succédé entre mars 2020 et février 2021.

### 2021
Le Pérou fait face à partir de janvier 2021 à une deuxième vague de contaminations plus virulente que la première. Les malades, que les hôpitaux n’ont plus la capacité de prendre en charge, sont contraints de s’automédiquer chez eux. De grandes files d’attente constituées de proches de patients se forment devant des fournisseurs d’oxygène. Il manquerait 100 tonnes d’oxygène par jour pour couvrir les besoins.
Suivant les recommandations des experts, le Pérou réévalue, le 31 mai 2021, le nombre des morts du Covid, soit 69 000 à 180 000 victimes.
En novembre 2021, le nombre de morts dépasse les 200 000 (soit 0,6 % de la population, le taux le plus élevé au monde). Un bilan dû au fort taux de pauvreté, aux logements surpeuplés, et au système de santé précaire victime d'un sous-investissement chronique.
Au 10 décembre 2021, 551 médecins sont morts du Covid-19 depuis le début de la pandémie, soit 6 % de la profession.
En deux ans, la pandémie a laissé près de 100 000 enfants et adolescents orphelins d'au moins un parent.

### 2022
Les voyageurs doivent présenter une preuve de vaccination ou un test de moins de 48 heures.
Le Décret sur l'état d'urgence se termine le 1er novembre et le Pérou décide de lever les restrictions de voyage, les voyageurs peuvent désormais entrer dans le pays sans aucune restriction.

## Gestion de la pandémie

### Difficultés préalables
Avant même d'être atteint par la pandémie de Covid-19, le Pérou devait affronter une épidémie de dengue de 2019-2020 depuis novembre 2019, qui reste en cours durant la pandémie.
Le Pérou est l'un des pays où les investissements dans le secteur de la santé sont les plus faibles, avec moins de 5 % du PIB investi par an. Les hôpitaux ne sont pas en mesure de faire face à la crise sanitaire. « Nous vivons une situation dramatique, certains hôpitaux d’Amazonie ou du nord du Pérou se sont totalement effondrés. Il manque de l’oxygène, des lits, des médecins… », déclare, en mai, Ciro Maguiña Vargas, médecin infectiologue de l’université Cayetano-Heredia de Lima et vice-président du Collège médical du Pérou.
Les communautés indigènes se trouvent généralement sans accès aux hôpitaux et délaissées par l’État, ce qui les conduit à s'en remettre aux plantes médicinales dont l'efficacité est incertaine.
Dans un pays où près de 70 % de la population travaille dans l’économie informelle (ensemble d’activités économiques qui échappe à la régulation de l’État et ne bénéficie donc d’aucune protection sociale ni de conditions de travail normalisées), de nombreuses personnes ne peuvent cesser le travail sans basculer dans la pauvreté.

### Confinement
Depuis l'instauration du confinement le 16 mars, 40 % des Péruviens ont perdu tout revenu. La pauvreté et la faim poussent de nombreux habitants de la capitale, Lima, à tenter de retourner dans leur région d'origine, mais au risque de contribuer à propager l'épidémie. Près de 170 000 personnes dorment dans les rues en attendant leur retour et en mendiant de la nourriture. Le pays connaît également les prémices d'une crise alimentaire. Plusieurs zones de la capitale n’ont plus accès à l’eau potable, ou subissent de sévères restrictions d’approvisionnement.
Les autorités sont accusées de mauvaise gestion et la popularité du président Martin Vizcarra en pâtit.

### Traitements
Pour soigner la Covid-19, les indiens indigènes shipibos-konibos utilisent particulièrement le matico, utilisé traditionnellement pour soigner les plaies infectées et les maladies respiratoires par son action antibactérienne : « Le matico aide à nettoyer les poumons, ça désenflamme les bronches... Et pour compléter, on utilise d’autres plantes : verveine, camomille, eucalyptus, gingembre, ail, citron et oignon ».

Le docteur Gustavo Aguirre Chang promeut l’ivermectine depuis le début de la pandémie. Ensuite il a proposé d’y associer la doxycycline ou l’azithromycine en prise précoce. Il associe également la bromhexine. 

#### Vaccination
Le président Martin Vizcarra bénéficie secrètement d'une vaccination dès octobre 2020. Le Pérou a acheté 38 millions de doses du vaccin Sinopharm, 20 millions du vaccin Pfizer-BioNTech, il doit recevoir 14 millions de doses du vaccin AstraZeneca, et 13 autres millions de doses AstraZeneca et Pfizer-BioNTech par le dispositif Covax de l'Organisation mondiale de la santé (OMS). La campagne commence début février 2021 avec le vaccin Sinopharm.

## Problèmes sociaux

### Mutineries dans les prisons
Trois détenus sont tués le 27 avril 2020 lors d'une mutinerie dans une prison de Lima dans laquelle il y avait des personnes atteintes de la maladie à coronavirus 2019. Les prisonniers avaient mis le feu à des matelas pour protester contre le refus de libérer des détenus vulnérables dans un établissement vétuste et surpeuplé, où ils ne peuvent pas recevoir des soins corrects. Les prisonniers ont été tués lors d'un assaut de la police.

### Affrontements entre indigènes et policiers
Au moins trois indigènes sont tués lors d’affrontements avec la police sur un site pétrolier le 9 aout. Plusieurs dizaines d'indigènes avaient tenté de s’emparer d’un campement de la compagnie pétrolière canadienne PetroTal à Bretaña, dans la région de Loreto (nord-est), reprochant à celle-ci des fuites de pétrole à répétition et accusant le gouvernement de les avoir abandonnés face à l’épidémie de Covid-19.

### Bousculade du 22 août 2020
Le 22 août 2020, la police intervient dans une discothèque de Lima, où se tenait une fête d'anniversaire à laquelle participaient environ 120 personnes, malgré le couvre-feu. L'arrivée des policiers déclenche une bousculade, dans laquelle 13 personnes (12 femmes et un homme participants à la fête) meurent, et où six sont blessées (trois fêtards et trois policiers). Selon les autorités, la seule arrivée des policiers a provoqué le mouvement de panique, mais selon certains témoins du gaz lacrymogène a été tirés, ce qui aurait été le vrai déclencheur de la bousculade. La ministre péruvienne des femmes, Rosario Sasieta, s’est rendue sur place et dans les hôpitaux, et a réclamé « la sanction maximale pour les propriétaires de la discothèque, qui sont responsables en réalité » de cette tragédie.